# TUDH BS Mobile 4
El VLT modelo Mobile 4 fabricado por la Bom Sinal se trata de una Unidad de Tren Diésel-Hidráulico (TUDH), construido en acero galvanizado, con sistema hidráulico aportado por la Voith, bidireccional compuesto por cuatro vagones (M+R+R+M).
El modelo está en operación o implantación en Fortaleza (Metrofor).